# Dendrothrix yutajensis
Dendrothrix yutajensis là một loài thực vật có hoa trong họ Đại kích. Loài này được (Jabl.) Esser mô tả khoa học đầu tiên năm 1993.